# Tupistra elegans
Tupistra elegans är en sparrisväxtart som beskrevs av Noriyuki Tanaka. Tupistra elegans ingår i släktet Tupistra och familjen sparrisväxter. Inga underarter finns listade i Catalogue of Life.